# Charlotte Wilhelmine Amalie Alexandrina von Nassau-Hadamar
Charlotte Wilhelmine Amalie Alexandrina (* 21. September 1703 in Hadamar; † 25. September 1740 in Westerlo) war Gemahlin des Grafen Jean Philippe Eugène de Merode-Westerloo.

## Leben
Ihr Vater war Fürst Franz Alexander von Nassau-Hadamar, ihre Mutter war Elisabeth Katharina Felicitas von Hessen-Rheinfels-Rotenburg. Die Eheschließung fand am 29. September 1721 auf der Wasserburg Pietersheim in Lanaken statt, damals noch zu den Niederlanden, heute zur belgischen Region Flandern gehörig.

## Nachkommen
- Jean Guillaume Augustin de Merode (* 16. Juni 1722; † 7. Januar 1762) ⚭ Eléonore de Rohan, Prinzessin de Rohan-Rochefort (* 15. Januar 1728; † 1792)
- Christine Jeanne de Merode (* 7. Mai 1724; † 1769), später eine Nonne in Maubeuge
- Marie Elizabeth Françoise de Merode (* 1. Juli 1728; † nach 1792), später eine Stiftfrau in Thorn
- Philippe Maximilien de Merode (* 4. Juli 1729; † 25. Januar 1773): Graf von Merode, Baron von Renaix, Marquis von Westerlo; ⚭ am 31. März 1759 Marie Catherine de Merode-Montfort (* 10. April 1743; † 26. März 1794)
- Frédéric Auguste de Merode (* 18. Juni 1730)
- Marie Thérèse de Merode († 3. September 1782), später eine Nonne in Maubeuge
- Marie Josèphe (* 21. Februar 1732), später eine Nonne in Mons